# 党州 (四川)
党州，唐朝时设置的州。
以党项羌部落置，初治所在今四川省阿坝藏族羌族自治州东北部一带。辖境相当今四川省阿坝藏族羌族自治州东北部。后侨治庆州（治所在今甘肃省庆城县）。旋废。 